# Charles Derbaix
Charles Nicolas Joseph Marie Antoine Derbaix, né le 10 février 1885 à Binche et décédé le 15 septembre 1960 à Solre-le-Château, est un homme politique belge catholique.
Derbaix fut docteur en droit (Université catholique de Louvain, 1907) et notaire.

## Carrière
- Conseiller communal de Binche : 1921-
- Bourgmestre de Binche : 1921-1946
- Député de l'arrondissement de Thuin : 
  - 1935-1936 : en suppléance de Léon Gendebien;
  - 1939-1946 ;
- Sénateur de l'arrondissement de Charleroi-Thuin du 17 février 1946-15 septembre 1960

## Sources
- sa bio sur ODIS